# PRAC2
PRAC2 (англ. Prostate cancer susceptibility candidate 2) – білок, який кодується однойменним геном, розташованим у людей на 17-й хромосомі. Довжина поліпептидного ланцюга білка становить 90 амінокислот, а молекулярна маса — 10 428.
| 10         |  | 20         |  | 30         |  | 40         |  | 50         |
| ---------- |  | ---------- |  | ---------- |  | ---------- |  | ---------- |
| MDRRRMALRP |  | GSRRPTAFFF |  | HSRWLVPNLL |  | AFFLGLSGAG |  | PIHLPMPWPN |
| GRRHRVLDPH |  | TQLSTHEAPG |  | RWKPVAPRTM |  | KACPQVLLEW |  |            |

A: Аланін

C: Цистеїн

D: Аспарагінова кислота

E: Глутамінова кислота

F: Фенілаланін

G: Гліцин

H: Гістидин

I: Ізолейцин

K: Лізин

L: Лейцин

M: Метіонін

N: Аспарагін

P: Пролін

Q: Глутамін

R: Аргінін

S: Серин

T: Треонін

V: Валін

Локалізований у ядрі.